# Плевропневмонія
Плевропневмонія або пошесне запалення легень — заразна інфекційна хвороба великої рогатої худоби, що характеризується крупозним запаленням легень, некрозом легеневої тканини і серозно-фібринозним плевритом. Збудник — мікроорганізм з групи мікоплазм. Епізоотії плевропневмонії поширені в Європі, Азії, Африці. Перебіг хвороби може бути в підгострій, гострій і хронічній формі. Зараження відбувається при контакті з хворими тваринами, через інфіковані корми, воду, підстилку. У хворих тварин підвищується температура до 41º, утруднюється дихання, настає сухий, болісний кашель, гарячка, вони худнуть, корови перестають доїтись. Смертність до 72 %. Специфічних засобів лікування немає. Господарство карантинують, хворих і підозрілих на захворювання тварин забивають на м'ясо, уражені органи знищують. Здоровим тваринам роблять запобіжні щеплення, провадять заходи згідно з інструкцією.